# 汚れなき情事
『汚れなき情事』（原題: Cracks）は、2009年公開のロマンス映画。監督はジョーダン・スコット。

## キャスト
- エヴァ・グリーン
- ジュノー・テンプル
- マリア・バルベルデ
- イモージェン・プーツ